# Journal of Ecology
Journal of Ecology — британський науковий журнал, присвячений проблемам екології з особливим розглядом екології рослин. Найстаріший у світі міжнародний екологічний журнал, що рецензується.

## Історія
Заснований у 1913 році. Видається видавництвом Wiley-Blackwell спільно з Британським екологічним товариством, яке також випускає журнали Journal of Animal Ecology, Journal of Applied Ecology і Functional Ecology.
У 2009 році журнал увійшов до Списку 100 найвпливовіших журналів з біології і медицини за останні 100 років за даними Special Libraries Association.
За підсумками 10 років (1998–2008) за рівнем цитування (Імпакт-фактор, Science Citation Index) входить до двадцятки найзначиміших журналів у світі в категорії екологія (серед 168, що враховуються і понад 300 наявних у цій галузі).
Усі статті журналу доступні передплатникам на сайті журналу і видавництва Wiley InterScience в інтернеті.

## Тематика
У журналі Journal of Ecology  публікуються наукові статті з екології рослин (включаючи водорості) наземних і водних екосистем. Передусім журнал відомий публікаціями з питань екології популяцій і угруповань, а також в ньому розглядаються проблеми біогеохімії, екосистемної екології, екології мікроорганізмів і фізіології рослин, кліматичні зміни, молекулярна генетика, екологія мікоризи, взаємовідносини між рослинами і іншими організмами, такими як тварини і бактерії.
Для стимулювання дискусій з 2008 року публікуються статті в рубриці Future Directions (Напрямки майбутніх досліджень).

## ISSN
- ISSN 0022-0477
- OCLC  = 40892763
- LCCN  = sn99-23371
- JSTOR = 00220477

## Ресурси Інтернету
- Офіційний сайт журналу на сайтах BES [Архівовано 6 грудня 2009 у Wayback Machine.] і Wiley-Blackwell Publishing
- Wiley InterScience[недоступне посилання з травня 2019] (с 1998-)
- www.jstor.org [Архівовано 13 вересня 2015 у Wayback Machine.] (архів з 1913-)

## Виноски
1. ↑  The ISSN portal — Paris: ISSN International Centre, 2005. — ISSN 0022-0477
2. ↑  Editorial Board (British Ecological Society — Journal of Ecology). British Ecological Society. Архів оригіналу за 20 квітня 2012. Процитовано 6 листопада 2009.
3. ↑  https://ibcmadrid2024.com/index.php?seccion=scientificArea&subSeccion=detailSpeakers&id=uLB-c80KuimifzzvNZHaqMLrU5Z9PfIMncFkDI0JErc&idC=mXUCqL9duNvToc3TeK-9arOaiBI-QoFfTuk9Kl6k-M0
4. ↑  Journal of Ecology (Wiley-Blackwell Publishing). Wiley-Blackwell. Архів оригіналу за 20 квітня 2012. Процитовано 16 березня 2010.
5. 1 2  Journal of Ecology (Wiley Blackwell Publishing). British Ecological Society. Архів оригіналу за 20 квітня 2012. Процитовано 16 березня 2010.
6. ↑  DBIO: Top 100 Journals in Biology and Medicine. Архів оригіналу за 30 березня 2009. Процитовано 17 серпня 2015.
7. ↑  1D/ 2009-Journal Ranking in Ecology and Environmental Sciences, 1998–2008 — ScienceWatch.com